# Суинода (тауншип, Миннесота)
Суинода (англ. Swenoda) — тауншип в округе Суифт, Миннесота, США. На 2000 год его население составило 159 человек.

## География
По данным Бюро переписи населения США площадь тауншипа составляет 92,7 км², из которых 92,7 км² занимает суша, водоёмов нет.

## Демография
По данным переписи населения 2000 года здесь находились 159 человек, 53 домохозяйства и 44 семьи. Плотность населения —  1,7 чел./км². На территории тауншипа расположено 58 построек со средней плотностью 0,6 построек на один квадратный километр. Расовый состав населения: 100,00 % белых.
Из 53 домохозяйств в 41,5 % воспитывались дети до 18 лет, в 73,6 % проживали супружеские пары, в 7,5 % проживали незамужние женщины и в 15,1 % домохозяйств проживали несемейные люди. 15,1 % домохозяйств состояли из одного человека, при том 5,7 % из — одиноких пожилых людей старше 65 лет. Средний размер домохозяйства — 3,00, а семьи — 3,31 человека.
32,1 % населения — младше 18 лет, 9,4 % — в возрасте от 18 до 24 лет, 25,8 % — от 25 до 44, 20,8 % — от 45 до 64, и 11,9 % — старше 65 лет. Средний возраст — 34 года. На каждые 100 женщин приходилось 123,9 мужчин. На каждые 100 женщин старше 18 приходилось 120,4 мужчин.
Средний годовой доход домохозяйства составлял 50 179 долларов, а средний годовой доход семьи —  51 607 долларов. Средний доход мужчин —  36 458  долларов, в то время как у женщин — 16 607. Доход на душу населения составил 32 557 долларов. За чертой бедности не находилась ни одна семья и 1,4 % всего населения тауншипа, из которых 10,5 % старше 65 лет.